# Gewaltpornografie

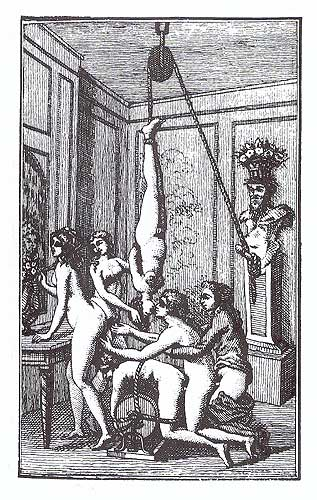
Niederländischer Druck zu de Sades „Juliette oder die Vorteile des Lasters“, ca. 1800.

Gewaltpornografie ist Pornografie, die Gewalt zum Gegenstand hat. Sie kann je nach Land besonderen Einschränkungen und Verboten unterliegen.

## Deutsche Rechtslage
In Deutschland gilt Gewaltpornografie als „harte Pornografie“. Ihre Verbreitung ist gemäß § 184a Strafgesetzbuch (StGB) (Verbreitung gewalt- oder tierpornographischer Inhalte) ein Vergehen, welches mit Freiheitsstrafe bis zu drei Jahren oder Geldstrafe bestraft wird.
Die Herstellung von Gewaltpornografie steht nicht unter Strafe, aber die Herstellung mit der Absicht der Verbreitung oder Zugänglichmachung. Der bloße Besitz solcher Medien ohne Verbreitungsabsicht ist straffrei. Siehe dazu auch den Artikel Verbreitungsverbot.

### Juristische Deutung
Der Begriff Gewalt wird je nach Zusammenhang sehr unterschiedlich definiert. Unter „Gewalttätigkeit“ wird meist eine gesetzwidrige nicht-einvernehmliche Handlung verstanden, die gegen die körperliche oder psychische Unversehrtheit eines anderen gerichtet ist. Siehe dazu auch den Artikel Gewalttat. 2000 wurde einer der wenigen verbliebenen Bereiche, in denen in Deutschland solche Gewalt noch gestattet war, das elterliche Züchtigungsrecht, abgeschafft. Nicht gesetzwidrig ist dagegen in Deutschland im Regelfall Gewalt, die mit gegenseitigem Einverständnis ausgeübt wird, z. B. im Sport, in der Medizin oder im Bereich BDSM.
Die folgenden Interpretationen stammen von Tröndle/Fischer:
- Damit ein pornografisches Werk unter § 184a StGB fällt, muss der pornografische Charakter des Werks gerade hinsichtlich der Darstellung von Gewalt zustande kommen. Ein einfach-pornografisches Werk, das auch Gewalttätigkeiten enthält, unterfällt nicht § 184a StGB, sondern nur § 184 StGB, ggf. auch § 131 StGB (Gewaltdarstellung). Beispielsweise fällt ein Film, der zeitlich, räumlich oder inhaltlich getrennt voneinander Gewalt und pornografisch dargestellte Sexualität enthält, nicht unter den Begriff Gewaltpornografie.
- Es kommt für § 184a StGB nicht darauf an, ob ein tatsächliches oder ein fiktives Geschehen dargestellt wird.
- Der in § 184a StGB verwendete Begriff „Gewalttätigkeit“ entspricht grundsätzlich dem in § 125 StGB (Landfriedensbruch) verwendeten. Erfasst sind nach allgemeiner Ansicht:
  - pornografische Darstellungen von sexuell motivierten Grausamkeiten und Gewaltverbrechen
  - pornografische Darstellungen von Körperverletzungen
  - pornografische Darstellungen von Vergewaltigungen
  - pornografische Darstellungen von sexuellen Übergriffen bzw. sexueller Nötigung unter Einsatz erheblicher Gewalt
  - pornografische Darstellungen von Verletzungen der körperlichen Integrität,

deren Rechtfertigung nach § 228 StGB (Einwilligung) ausgeschlossen ist.
- Nach herrschender Meinung ist es unerheblich, ob es sich um die Darstellung eines einvernehmlichen Geschehens handelt oder nicht. Laut Tröndle/Fischer ist diese Interpretation zweifelhaft: „Der Gesetzgeber ist davon ausgegangen, dass pornografischen Darstellungen sexuell motivierter Gewalt – gleichgültig ob sie als einverständlich oder nötigend dargestellt wird – ein gefährliches Nachahmungspotential innewohnt (…) Unklar bleibt hierbei, welche Berechtigung die strafrechtliche Verfolgung einer Gefahr haben soll, deren Verwirklichung straflos ist. (…) Zu berücksichtigen ist, dass seit Inkrafttreten des 27. StÄG (1. 9. 1993) offene oder versteckte Darstellungen sadomasochistischer Handlungen in breitem Umfang Eingang auch in die Alltags-Kultur gefunden haben.“

Die folgenden Interpretationen stammen von Schönke/Schröder:
- Gewalttätigkeiten im Sinne von § 184a StGB sind nur solche „gegen Menschen, für die die Entfaltung physischer Kraft unmittelbar gegen die Person in einem aggressiven Handeln erforderlich ist. (…) Gewalt gegen menschenähnliche Wesen ist anders als bei § 131 Abs. 1 nicht ausreichend, da der Gesetzgeber mit dem SexualdelÄndG nicht ein entsprechendes Merkmal in § 184a eingeführt hat (…); auch die Einbeziehung von Puppen genügt nicht.“

- Die Gewalttätigkeit „kann als solche sexuellen Charakter haben, wobei dann auch ein einverständliches Handeln genügt (z. B. Darstellung sadistischer oder sadomasochistischer Handlungen); (…) ebenso können Fälle einer sog. vis haud ingrata[3] ausreichend sein (…). Sie kann aber auch – wenn auch nur fiktives (…) – Nötigungsmittel zur Erreichung sexueller Ziele sein (z. B. Darstellung einer Vergewaltigung). (…) Eine Nötigung durch Bedrohung mit einer nur künftigen Gewalttätigkeit genügt nicht.“

- Ob die Schrift usw. Gewalttätigkeiten zum Gegenstand hat, „hängt von dem Gesamteindruck ab, den ein objektiver Betrachter gewinnen muss (…). Daran fehlt es zwar, wenn eine an sich gewalttätige Handlung durch die Art der Darstellung, Zusätze usw. so relativiert oder verfremdet wird, dass sie insgesamt den Charakter einer Gewalttätigkeit verliert (…). Nicht erforderlich ist dagegen, dass auch der Eindruck der Echtheit vermittelt wird; um eine Darstellung von Gewalttätigkeiten handelt es sich daher auch, wenn die Szenen eines Filmes erkennbar gestellt und überdies schlecht gespielt sind.“

Unklar ist, ob der Begriff Gewaltpornografie in Deutschland folgende Dinge einschließt oder nicht:
- pornografische Darstellungen mit Fesselungen (siehe Bondage) oder Knebeln
- pornografische Darstellungen von psychischer Gewalt, zum Beispiel Demütigungen

## Österreichische Rechtslage
In Österreich gilt noch immer das Pornographiegesetz (PornG) von 1950, wonach die Herstellung und Verbreitung jeglicher „unzüchtiger Schriften und Gegenstände“, sowie deren Ein- und Ausfuhr in gewinnsüchtiger Absicht generell verboten ist und mit Freiheitsstrafe bis zu einem Jahr bestraft wird. Von diesem Gesetz ist die private, nichtkommerzielle Herstellung, Verbreitung, Ein- und Ausfuhr und der Besitz von Pornografie nicht betroffen.
Wegen dieses Gesetzes ist in Österreich seit 1950, bezogen auf kommerzielle Produkte wie z. B. Bücher, Zeitschriften oder Videofilme, nicht die Frage, ob ein pornografisches Werk Gewaltpornografie darstellt, sondern ob ein Werk überhaupt Pornografie darstellt oder nicht.
Ob und unter welchen Umständen die Darstellung von Praktiken aus dem Bereich BDSM in Österreich als strafbare „Pornographie“ gilt, lässt sich nur aus der Rechtsprechung der Gerichte beantworten. Diese ist in den letzten Jahrzehnten allmählich liberaler, gleichzeitig jedoch sehr spärlich geworden, so dass es an eindeutiger aktueller Rechtsprechung fehlt.
Die letzte einschlägige Entscheidung des Obersten Gerichtshofs (OGH) stammt, soweit ersichtlich, aus dem Jahr 1989. In dieser Entscheidung hat der OGH eine Verurteilung nach dem PornG wegen des Verkaufs bzw. Verleihs von Videokassetten, die „sexualbezogene Darstellungen von Gewalt“ enthielten, bestätigt. Er hat auch die Beurteilung dieser Darstellungen als „absolut unzüchtig“ aufrechterhalten, sowie betont, dass das Einverständnis des „Opfers“ für die Einstufung irrelevant sei.
Da kein neueres Urteil bekannt ist, wird vermutet, dass noch immer ein Risiko für BDSM-Publikationen besteht, in Österreich unter den Straftatbestand des PornG zu fallen. Dies gilt vermutlich insbesondere bei der Verbindung mit der Darstellung von sexuellen Aktivitäten sowie (fiktiver) Nichteinvernehmlichkeit.

## Schweizer Rechtslage
In der Schweiz wurde bis 30. Juni 2024 wer pornografische Gegenstände oder Vorführungen, welche Gewalttätigkeiten zum Inhalt haben, herstellt, einführt, lagert, in Verkehr bringt, anpreist, ausstellt, anbietet, zeigt, überlässt oder zugänglich macht, gemäß Art. 197 Abs. 4 Satz 1 StGB mit Freiheitsstrafe bis zu drei Jahren oder mit Geldstrafe bestraft. Mit Freiheitsstrafe bis zu einem Jahr oder mit Geldstrafe wurde gemäß Art. 197 Abs. 5 Satz 1 StGB bestraft, wer solche Gegenstände oder Vorführungen erwirbt, sich über elektronische Mittel oder sonst wie beschafft oder besitzt. Damit bestand im Gegensatz zu Deutschland nicht nur ein Herstellungs- und Verbreitungsverbot, sondern auch ein Besitzverbot. Nach Ansicht des Bundesrates wurden Darstellungen einvernehmlicher sado-masochistischer Praktiken aber dann nicht erfasst, wenn damit nicht gleichzeitig andere Straftatbestände (z. B. Körperverletzung) erfüllt wurden.
Seit 1. Juli 2024 wird Gewaltpornografie nicht mehr ausdrücklich erwähnt, allerdings bleiben Darstellungen grausamer Gewalttätigkeiten nach Art. 135 StGB strafbar.

## BDSM-Pornografie

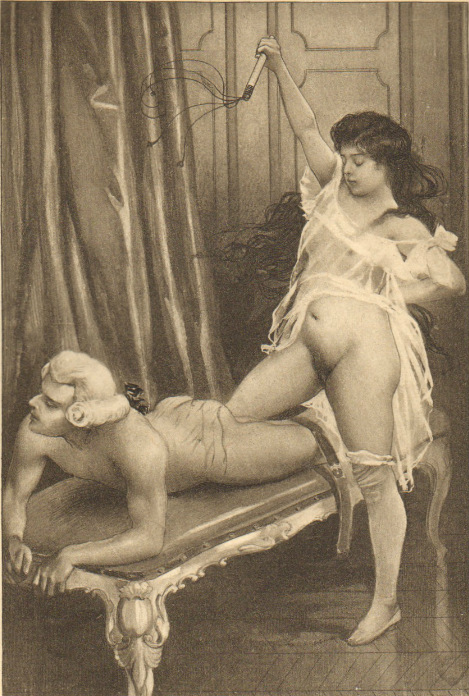
„Fanny whips Mr. Barville“, Illustration von Édouard-Henri Avril zu Fanny Hill (1906)

Ein häufiges Merkmal von Pornografie aus dem Bereich BDSM – sei es Literatur, Zeichnungen, Comics, Fotos oder Videos – ist die Darstellung physischer und/oder psychischer Gewalt. BDSM-Pornografie kann daher in Deutschland und der Schweiz unter den Begriff Gewaltpornografie fallen, wodurch ihre Herstellung, Verbreitung oder ihr Besitz (Schweiz) strafbar wird.
Zu beachten ist, dass bereits ein Schlag oder das Zufügen von Schmerzen auf beliebige andere Weise den Tatbestand der Körperverletzung erfüllt und damit dessen Darstellung in pornografischem Zusammenhang unter den Begriff Gewaltpornografie fallen kann. Zwei Grenzen sind daher für Autoren, Künstler, Fotografen und Videoproduzenten sowie die Vertreiber ihrer Werke besonders zu beachten:
- Wann überschreitet ein pornografisches Werk die Grenze zur (in diesem Fall verbotenen) Gewaltdarstellung?
- Wann überschreitet ein gewaltdarstellendes Werk die Grenze zur (in diesem Fall verbotenen) Pornografie?

Die Problematik des Aspekts der Einvernehmlichkeit, die den Tatbestand der Gewaltpornografie eines pornografischen Werks aus dem Bereich BDSM ausschließen könnte, liegt darin, dass es in der Praxis kaum möglich ist, bei Schriften und Bildwerken die Einvernehmlichkeit der handelnden Personen – seien sie real oder fiktiv – überhaupt zu beurteilen. Sie kann allenfalls „angenommen werden“.
Nach den obigen Überlegungen würde ein Großteil der BDSM-Pornografie in Deutschland und der Schweiz unter die Strafbarkeit fallen. Die tatsächliche Rechtspraxis scheint demgegenüber möglicherweise liberaler zu sein, da keine umfangreichen Verbreitungsverbote für BDSM-Pornografie bekannt sind. In den 1980er Jahren wurden zahlreiche Ausgaben des flagellantischen Magazins „Freies Forum für Erziehungsfragen“ beschlagnahmt, jedoch nicht nach § 184a StGB, sondern nach § 184 Abs. 3 StGB (Verbreitung pornographischer Schriften).
Der Anteil von sadomasochistischer Pornografie zur gesamten Pornografie wird für die meisten Länder auf unter 10 % geschätzt (z. B. für 1983 in Dänemark unter 2 %). Jedoch habe dieser Anteil in den letzten Jahrzehnten stark zugenommen.
Im Urteil des Landgericht Meiningen vom Jahr 1999 wurde entschieden, dass eine bestimmte Heftreihe von Comics nicht den Tatbestand von § 184a StGB erfüllt.

## Umgangssprachliche Verwendung
Insbesondere in Filmmagazinen wird das Wort „Gewaltporno“ bzw. Torture Porn auch zur Charakterisierung von Splatterfilmen verwendet. Dabei muss es sich nicht um Filme handeln, die Sex enthalten. Vielmehr soll damit ausgedrückt werden, dass die Story Selbstzweck ist und nur eine Aneinanderreihung von Gewaltszenen vorliegt.

## Kritik

### Kritik von Gewaltpornografie-Befürwortern
Dem gegenwärtigen gesetzlichen Verbot von Gewaltpornografie in Deutschland und in der Schweiz liegt die Annahme zugrunde, dass Gewaltpornografie eine starke Gefahr birgt, bei Konsumenten sexuell motivierte Gewaltverbrechen auszulösen (Stimulationstheorie) bzw. innere Hemmschwellen zu reduzieren und sexuell motivierte Gewalthandlungen zu verharmlosen. Diese Annahme wird von Befürwortern jedoch angezweifelt.
So wurden verschiedene internationale Studien der letzten Jahrzehnte in dieser Weise gedeutet, dass es offenbar keine positive Korrelation zwischen Pornografie und realer Gewalt gäbe, vielmehr wird eine negative Korrelation angenommen. Japan, ein Land, das für seine umfangreiche Vergewaltigungs-, BDSM- und Bondage-Pornografie bekannt ist (vgl. Japanische Pornografie), wies demnach Ende des 20. Jahrhunderts die niedrigste Anzeigerate im Bereich sexueller Gewaltdelikte aller Industrienationen auf. Die Befürworter beziehen sich auf die wissenschaftlich obsolete, da als falsifiziert bewertete Katharsistheorie als Gegenpol zur Stimulationstheorie. Nach dieser Argumentation schränke das Verbot von Gewaltpornographie nicht nur essenzielle Bürgerrechte wie die Selbstbestimmung, die freie Meinungsäußerung und die Kunstfreiheit ein, sondern berge darüber hinaus das gesellschaftliche Risiko, reale Gewaltdelikte nicht wie, vom Gesetzgeber erhofft, zu reduzieren, sondern möglicherweise sogar zu vermehren.
Verharmlosende oder verherrlichende Gewaltdarstellung ist in Deutschland bereits unter § 131 StGB verboten und Pornografie unterliegt bereits den Einschränkungen von § 184 StGB. Das zusätzliche Verbot von Gewaltpornografie in § 184a StGB, insbesondere in seinem derzeitigen Umfang, der einen Großteil der BDSM-Pornografie kriminalisiert, sei nach Ansicht seiner Kritiker unnötig und schädlich.

### Kritik von Gewaltpornografie-Gegnern
Auf der anderen Seite existiert der Standpunkt, dass das derzeitige Verbot von Gewaltpornografie nicht nur beibehalten, sondern ausgeweitet werden soll.
Die von Alice Schwarzer ins Leben gerufene PorNO-Kampagne ist eine Initiative, die ein generelles Verbot von Pornografie in Deutschland anstrebt. Nach Auffassung der Kampagnebefürworter sind pornografische Darstellungen (auch solche, die keine BDSM-Elemente enthalten) generell eine Form von medialer Gewalt, die die Würde der Frau verletzen und die Hemmschwelle für reale Gewalttätigkeit gegen Frauen heruntersetzen können. Die PorNO-Kampagne strebt eine Ausweitung des derzeitigen Pornografiebegriffs und des Gewaltpornografieverbots in Deutschland an.